# Luis Fortuño
Luis Guillermo Fortuño Burset (San Juan, 31 de outubro de 1960) é um político e advogado porto-riquenho. Foi governador de Porto Rico e é presidente do Partido Novo Progressista de Porto Rico (PNP). 

## Biografía
Em 1994 foi secretário do Desenvolvimento Economico e do Comérico de Porto Rico. Em 2008 foi eleito governador, derrotando o seu adversário, Pedro Rosselló, com 1.025.965 votos, derrotando o governador Aníbal Acevedo Vilá. Assumiu o cargo em 2 de janeiro de 2009 e exerceu-o até 2 de janeiro de 2013.
Fortuño é casado com Lucé Vela, com qual tem três filhos: María Luisa, Luis Roberto e Guillermo.